# Natalie Curtis
Natalie Curtis Burlin foi uma etnomusicóloga americana. Curtis, junto com Alice Cunningham Fletcher e Frances Densmore, fazia parte de um pequeno grupo de mulheres etnológas da América do Norte no início do século XX. Ela é lembrada por suas transcrições e publicação de música tradicional de tribos nativas americanas, bem como por ter publicado uma coleção de quatro volumes de música afro-americana. Vindo a falecer em 1921, Curtis não foi capaz de encerrar completamente sua carreira e reunir seus trabalhos.

## Influência
Depois de uma viagem ao Arizona, Curtis ficou fascinada pela música nativa americana. Ela começou a se dedicar ao estudo da música nativa americana. Curtis estudou música no Conservatório Nacional de Música da América, em Nova Iorque. Ela também estudou na França e na Alemanha alguns músicos de destaque, como Ferruccio Busoni.

### Theodore Roosevelt
Theodore Roosevelt era amigo da família de Curtis e uma de suas maiores influências. Essa amizade era bastante útil quando se tratava de preservar as culturas nativas americanas. A certa altura, Curtis até entrou na casa de Roosevelt para pedir direitos tribais à terra com o chefe Mojave-Apache. Roosevelt se dirigiu a Curtis como alguém "... que fez muito para dar à cultura indígena sua posição adequada". Ele também contribuiu com o avanço da criação da coleção de musicas folclóricas de Curtis, intitulada como "The Indians Book" (O livro indígena), no qual ele comentou sobre "a profundidade e a dignidade do pensamento indígena".

## Carreira
A partir de 1903, ela trabalhou na reserva Hopi no Arizona e produziu transcrições usando um gravador, lápis e papel. Na época, esse trabalho com música e língua nativa estava em conflito com as políticas do Gabinete de Assuntos Indígenas, que desencorajava os nativos em reservas de falar sua língua, cantar sua música e vestir-se com trajes nativos. Foi somente após a intervenção pessoal de seu amigo, o presidente Theodore Roosevelt, que ela pôde continuar seu trabalho sem impedimentos. O próprio Roosevelt visitou a reserva Hopi em 1913 para as cerimônias com flauta e cobra dos Hopis, cuja visita fora detalhada por Curtis em "Theodore Roosevelt in Hopi Land (Theodore Roosevelt na terra dos Hopis)", um artigo que Curtis escreveu para a revista Outlook em 1919.

### Músicas
Em 1905, Curtis publicou The Songs of Ancient America (As Músicas da América Anciã). Caracterizando sua própria tarefa como transcritora, ela escreveu: “Não mudei de forma alguma das melodias, nem procurei harmonizá-las no sentido usual, nem fazer delas composições musicais... Meu único desejo foi deixar as canções indígenas serem ouvidas enquanto os próprios índios as cantam..."
Em 1907, Curtis publicou The Indians’ Book, uma coleção de canções e histórias de 18 tribos. O livro serviu de fonte para a obra de sua ex-professora Busoni's Indian Fantasy, uma obra para piano e orquestra, apresentada pela primeira vez em 1915 pela Orquestra da Filadélfia sob Leopold Stokowski.
Por volta de 1910, Curtis ampliou sua pesquisa para incluir transcrição e coleção de música afro-americana, trabalhando no Instituto Hampton em Hampton, Virgínia, uma faculdade fundada em 1868 para educar ex-escravos. O trabalho foi financiado pelo filantropo George Foster Peabody. Em 1911, ela e David Mannes fundaram a Colored Music Settlement School em Nova Iorque, e em 1912 ela ajudou a patrocinar o primeiro concerto com músicos negros no Carnegie Hall, um concerto que contou com a orquestra Clef Club, dirigida por James Reese Europe.
Em 1918 e 1919 Curtis (agora Curtis Burlin) publicou quatro volumes intitulados Negro Folk-Songs. Ela publicou as músicas em harmonia de quatro partes, uma tarefa que rendeu elogios do compositor Percy Grainger em 1918. A renda dos volumes foi para o Instituto Hampton. Curtis também começou a estudar a música de tribos africanas e em 1920 publicou Songs and Tales from the Dark Continent. Em 1917 ela se casou com o artista Paul Burlin e eles se mudaram para a França, onde ela veio a falecer em um acidente de trânsito em 1921.

Seu trabalho publicado muitas vezes não aparecia em revistas acadêmicas de antropologia ou folclore. Por exemplo, o trabalho Curtis foi publicado no Southern Workman, The Craftsman e The Outlook, bem como em publicações musicais em geral, como Musical America. Revisões de seu trabalho apareceram em tais revistas, bem como em periódicos acadêmicos padrões da época.